# Sandra Adair
Sandra Adair (Carlsbad, 1952) è una montatrice statunitense.

## Biografia
Sandra nacque da Herman e Rachel Estrin, famiglia di origini ebree aschenazite. Agli inizi degli anni Sessanta si trasferì con la famiglia a Las Vegas. Dal 1993 iniziò a collaborare con il regista Richard Linklater, di cui ha curato il montaggio di quasi tutti i suoi film.

### Vita privata
È sposata con Dwight Adair e ha due figli.

## Filmografia
- La vita è un sogno (Dazed and Confused, 1993)
- Non aprite quella porta IV (The Return of the Texas Chainsaw Massacre, 1994)
- Prima dell'alba (Before Sunrise, 1995)
- SubUrbia (1996)
- Newton Boys (The Newton Boy, 1998)
- Tape (2001)
- Waking Life (2001)
- Rolling Kansas (2003)
- School of Rock (2003)
- Before Sunset - Prima del tramonto (Before Sunset, 2004)
- Bad News Bears - Che botte se incontri gli Orsi (Bad News Bears, 2005)
- A Scanner Darkly - Un oscuro scrutare (A Scanner Darkly, 2006)
- Fast Food Nation (2006)
- Bernie, regia di Richard Linklater (2011)
- Before Midnight, regia di Richard Linklater (2013)
- Boyhood, regia di Richard Linklater (2014)
- Tutti vogliono qualcosa (Everybody Wants Some), regia di Richard Linklater (2016)
- Last Flag Flying, regia di Richard Linklater (2017)
- Che fine ha fatto Bernadette? (Where'd You Go, Bernadette), regia di Richard Linklater (2019)
- Apollo 10 e mezzo (Apollo 10 1⁄2: A Space Age Childhood), regia di Richard Linklater (2022)
- Hit Man - Killer per caso (Hit Man), regia di Richard Linklater (2023)
- Blue Moon, regia di Richard Linklater (2025)